# Лагарі Хасан-челебі
Лагарі Хасан-челебі (тур. Lagâri Hasan Çelebi‎) — легендарний османський льотчик XVII століття. Брат Хезарфена Ахмеда-челебі. Згідно з єдиною згадкою мандрівника Евлії-челебі, здійснив перший керований політ ракети.

## Біографія
Евлія-челебі повідомляє, що в 1633 році Лагарі Хасан-челебі підготував конусоподібну ракету довжиною в 7 єгипетських ліктів (366,8 см). Вона була встановлена у гарматі на мисі Сарайбурну поблизу султанського палацу Топкапи. Як стверджується, запуск ракети був присвячений дню народження Ісмахан Каї-султан, дочки Мурада IV.
Згідно зі свідченням, ракета, якою керував Лагарі, пролетіла з ним 300 метрів і приземлилася за 20 секунд. Льотчик упав на воду завдяки саморобним крилам, що грали роль парашута, і доплив до берега. Султан Мурад нагородив сміливця золотом та зарахував у ряди османських вершників-сипах. Пізніше Хасан-челебі був засланий до Північного Причорномор'я.

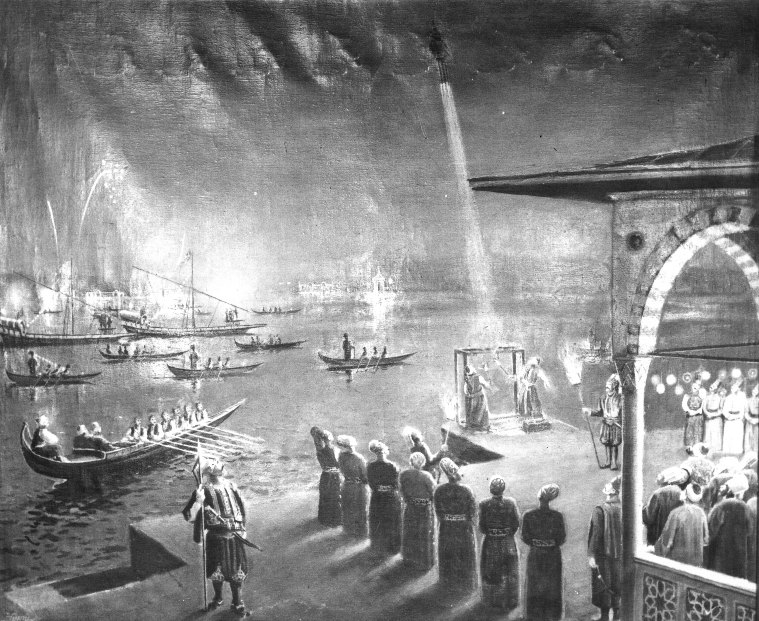
Політ Лагарі Хасана-челебі

Лагарі Хасан-челебі мав брата Хезарфена Ахмеда-челебі, що за рік до польоту Хасана зміг перелетіти Босфор на саморобних крилах.
Історія про політ Лагарі Хасана-челебі була перевірена за допомогою експеримента у програмі «Руйнівники міфів» у 2009 році. У шоу не дотримувалися точно записів Евлії-челебі; в ході експерименту не використовувалися матеріали епохи Хасана-челебі. Учасниками шоу це було обґрунтовано недостатньою кількістю інформації в джерелі. У результаті «руйнівники міфів» дійшли висновку, що легенда була вигадана.

## У культурі
- Турецький художній фільм «Стамбул під моїми крилами» 1996 року розповідає про життя та подвиги Лагарі Хасана-челебі та його брата Хезарфена Ахмеда-челебі.
- Достовірність легенди про політ Лагарі Хасана-челебі була перевірена у 2009 році в шоу «Руйнівники міфів». Було зроблено висновок, що політ Хасана-челебі — це вигадана легенда[3].